# 44th Street Theatre
Il 44th Street Theatre era un teatro di Broadway situato al 216 West 44th Street a New York, dal 1912 al 1945. Ha aperto e operato per tre anni come Weber and Fields' Music Hall. Il suo teatro all'ultimo piano, il Nora Bayes Theatre, presentò molte produzioni del Federal Theatre Project a metà degli anni '30. Il suo club nel seminterrato divenne il famoso Stage Door Canteen durante la seconda guerra mondiale.

## Storia

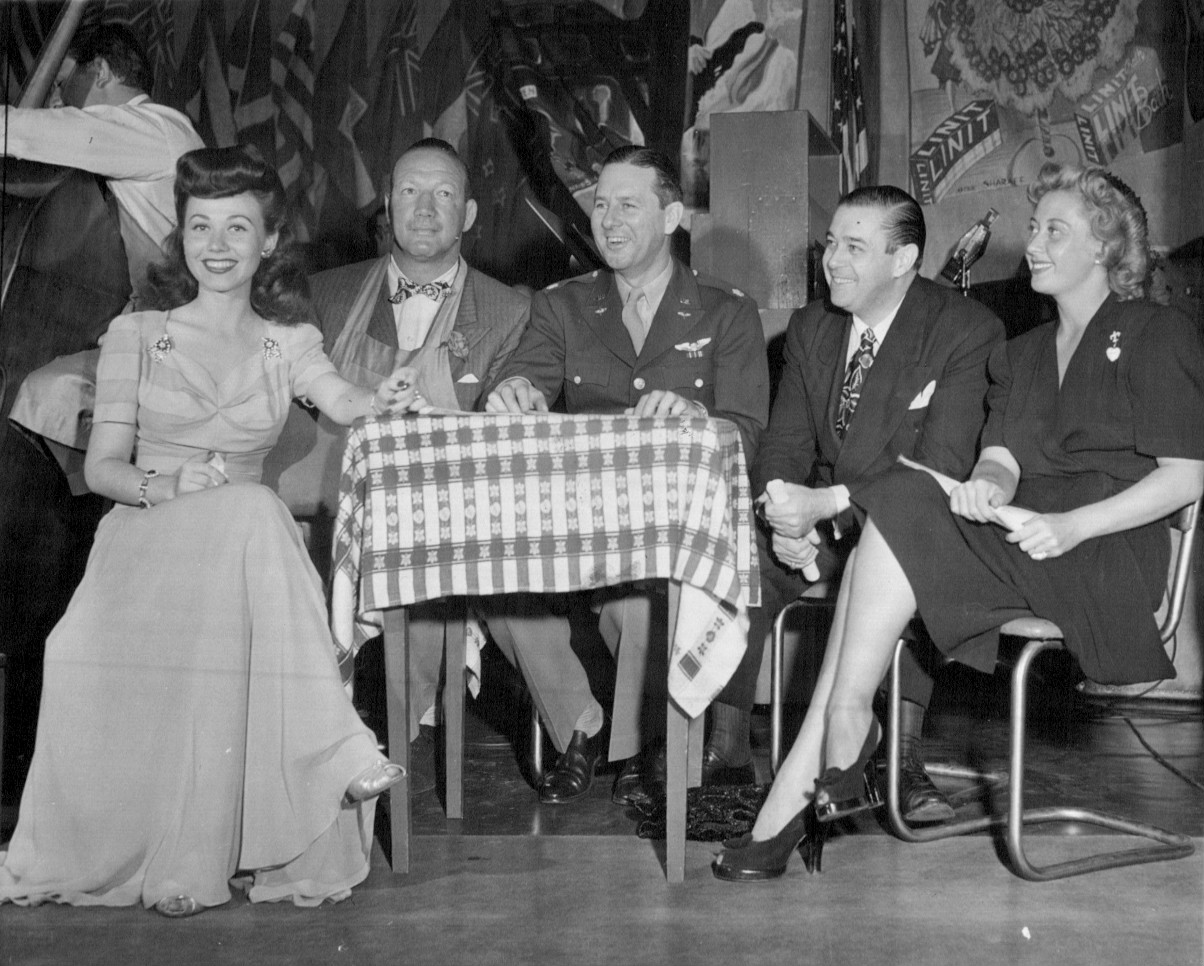
Connie Haines, Maxie Rosenbloom, Ben Lyon, Morton Downey e Joan Blondell allo Stage Door Canteen (1943)

Il 44th Street Theatre si trovava al 216 West 44th Street di New York. L'architetto era William Albert Swasey. Costruito dalla Shubert Organization nel 1912, fu chiamato per la prima volta Weber and Fields' Music Hall. Il teatro fu ribattezzato nel 1915 quando il duo comico Joe Weber e Lew Fields si separò dagli Shubert.
Un teatro sul tetto dell'edificio, il 44th Street Roof Garden di Lew Fields, divenne il Nora Bayes Theatre nel 1918. A metà degli anni '30 presentò gli spettacoli del Federal Theatre Project.
Nel seminterrato del 44th Street Theatre c'era un piccolo nightclub, durante il proibizionismo.
Nel 1940 l'edificio fu acquistato dalla The New York Times Company, che lo affittò nuovamente a Lee Shubert. Quando l'American Theatre Wing richiese il club nel seminterrato come luogo di intrattenimento per i militari, Shubert diede loro la proprietà senza alcun addebito. Nel marzo 1942 lo spazio del club di 12,19 x 24,38 metri divenne l'originale Stage Door Canteen, che operò durante la seconda guerra mondiale, divenne il soggetto di un film popolare e ispirò altre mescite negli Stati Uniti.
Dopo la scadenza del contratto di locazione di Shubert nel giugno 1945, l'edificio fu demolito. La tipografia del New York Times costruita per sostituire il 44th Street Theatre fu in seguito abbandonata, ma rimane una targa per indicare l'ubicazione della Stage Door Canteen.

## Produzioni importanti
Le produzioni messe in scena al 44th Street Theatre sono elencate nell'Internet Broadway Database.
- 1913: The Girl on the Film
- 1914: The Lilac Domino
- 1915: Katinka
- 1916: The Blue Paradise
- 1917: Maytime
- 1924: Sei personaggi in cerca d'autore
- 1925: Song of the Flame
- 1927: The Five O'Clock Girl
- 1927: A Night in Spain
- 1928: Animal Crackers
- 1933: Face the Music
- 1934: Four Saints in Three Acts
- 1934: Conversation Piece
- 1940: Liliom
- 1941: The New Opera Company
- 1942: Rosalinda (Die Fledermaus)
- 1943: Winged Victory
- 1944: Yellow Jack
- 1945: On the Town